# Under Wraps (2021)
Under Wraps (prt: Uma Loucura de Múmia!; bra: Under Wraps: Uma Múmia no Halloween) é um filme de terror familiar dirigido por Alex Zamm, que também escreve o argumento em conjunto de William Robertson. Produzido pela Marvista Entertainment e a Brightlight Pictures, trata-se de um remake do filme de 1997 com o mesmo nome criado por Don Rhymer, que estreou como um Disney Channel Original Movie no Disney Channel a 1 de outubro de 2021. Estreou em Portugal a 30 de outubro de 2021.
O filme é protagonizado por Malachi Barton, Christian J. Simon, Sophia Hammons e Phil Wright.

## Sinopse
No Halloween, Marshall, Gillbert e Amy acidentalmente dão vida e soltam uma múmia. Primeiro ficam com medo, mas rapidamente percebem que a múmia, a que chamam Harold, é amigável e precisa de ajuda. Juntos, devem apressar-se a devolvê-la ao seu lugar de descanso antes da meia-noite do Dia das Bruxas. Pelo caminho, os três amigos escapam por pouco a um grupo de criminosos que estão determinados a vender a múmia a quem oferecer der o maior valor. Quando Harold é inevitavelmente capturado, Marshall, Gilbert e Amy devem unir-se para enfrentar os criminosos, enfrentar os seus medos e salvar o seu novo - mas um pouco "antigo" - amigo.

## Elenco
- Malachi Barton como Marshall
- Christian J. Simon como Gilbert
- Sophia Hammons como Amy
- Phil Wright como Harold
- Melanie Brook como Buzzy
- Brent Stait como Kubot
- Jordana Largy como Diane, a mãe de Marshall
- Jaime M. Callica como Ted, o namorado de Diane
- Karin Konoval como Ravensworth

### Dobragem portuguesa
O elenco de dobragem é constituído por:
- Matias Passos dá voz a Marshall
- Francisco Fonseca dá voz a Gilbert
- Marta Mota dá voz a Amy
- Pedro Paz dá voz a Harold
- Joana Castro dá voz a Buzzy
- Paulo B. dá voz a Kubot
- Erika Mota dá voz a Diane
- Nuno Fonseca dá voz a Ted
- Carla Mendes dá voz a Ravensworth
- Sissi Martins dá voz a Professora Pratt
- Sofia Cruz dá voz a Molly

Dobrado nos estúdios Iyuno-SDI.

## Produção
A 13 de novembro de 2020, o Disney Channel anunciou que pretendia fazer um remake do primeiro "Filme Original" lançado pela emissora, com Malachi Barton, Christian J. Simon, Sophia Hammons e Phil Wright como protagonistas e Alex Zamm ter a seu cargo a direção e a co-autoria do projeto com William Robertson. As filmagens decorreram entre novembro e dezembro de 2020 nos Bridge Studios em Vancouver, nos subúrbios de New Westminster e em Maple Ridge, na provincia canadiana Colúmbia Britânica.

## Recepção
O filme foi visto por cerca de 401,000 pessoas and 0.09% de telespectadores entre os 18 e 49 anos.
Joly Herman do Common Sense Media atribuiu quatro de cinco estrelas ao filme, enfatizando a sua diversidade, assim como o balanço entre o susto e a comédia. Sarah Musnicky do Nightmarish Conjurings deu uma crítica positiva ao filme. Matthew "Matt" Artz do Halloween Daily News apelidou o filme como "um programa familiar de qualidade Disney com calafrios suficientes para aumentar o interesse das crianças em histórias de terror, além de risadas saudáveis e uma mensagem positiva, ressuscitando uma personagem múmia amada para inspirar coragem nos seus novos amigos" comentando ainda que "também está carregado com uma atmosfera colorida de Halloween, e apresenta uma sequela empolgante [...], trazendo consigo toda a nostalgia para a gerção que cresceu a assistir o filme original".

## Lançamento
Under Wraps estreou a 1 de outubro de 2021, no Disney Channel e foi lançado a 8 de outubro de 2021, no Disney+.

## Sequela
Uma sequela do filme, Under Wraps 2, foi anunciada pela Disney Branded Television a 7 de fevereiro de 2022, com maior parte do elenco de regresso e a adição de Claude Knowlton and Antonio Cayonne. As filmagens decorreram entre janeiro e março de 2022 nos Bridge Studios, a exata localização do filme anterior. O filme foi exibido a 25 de setembro de 2022 na Disneyland. Estreou no Disney Channel a 25 de setembro de 2022, sendo lançado cinco dias depois no Disney+.

## Música
China Anne McClain, juntamente com as suas irmãs Lauryn e Sierra McClain, gravaram uma nova versão da música hit de 2011 cantada por China – "Calling All the Monsters", de A.N.T. Farm. A versão regravada apresenta o seu irmão, Messenger. O vídeo musical foi lançado a 30 de setembro de 2021. A música foi lançada nas plataformas de streaming a 1 de outubro de 2021 pela Walt Disney Records e fez parte do filme.